# 七龙珠Z 超级赛亚人传说
《七龙珠Z 超级赛亚人传说》是一款由万代公司制作的电子角色扮演游戏。本游戏是第一款在超级任天堂上发行七龙珠Z系列游戏，于1992年1月25日发行。
本游戏的系统是从《七龙珠 大魔王复活》而来的卡牌类角色扮演游戏。游戏的战斗场面利用了超级任天堂的扩大缩小机能。